# Capitol Reef National Park

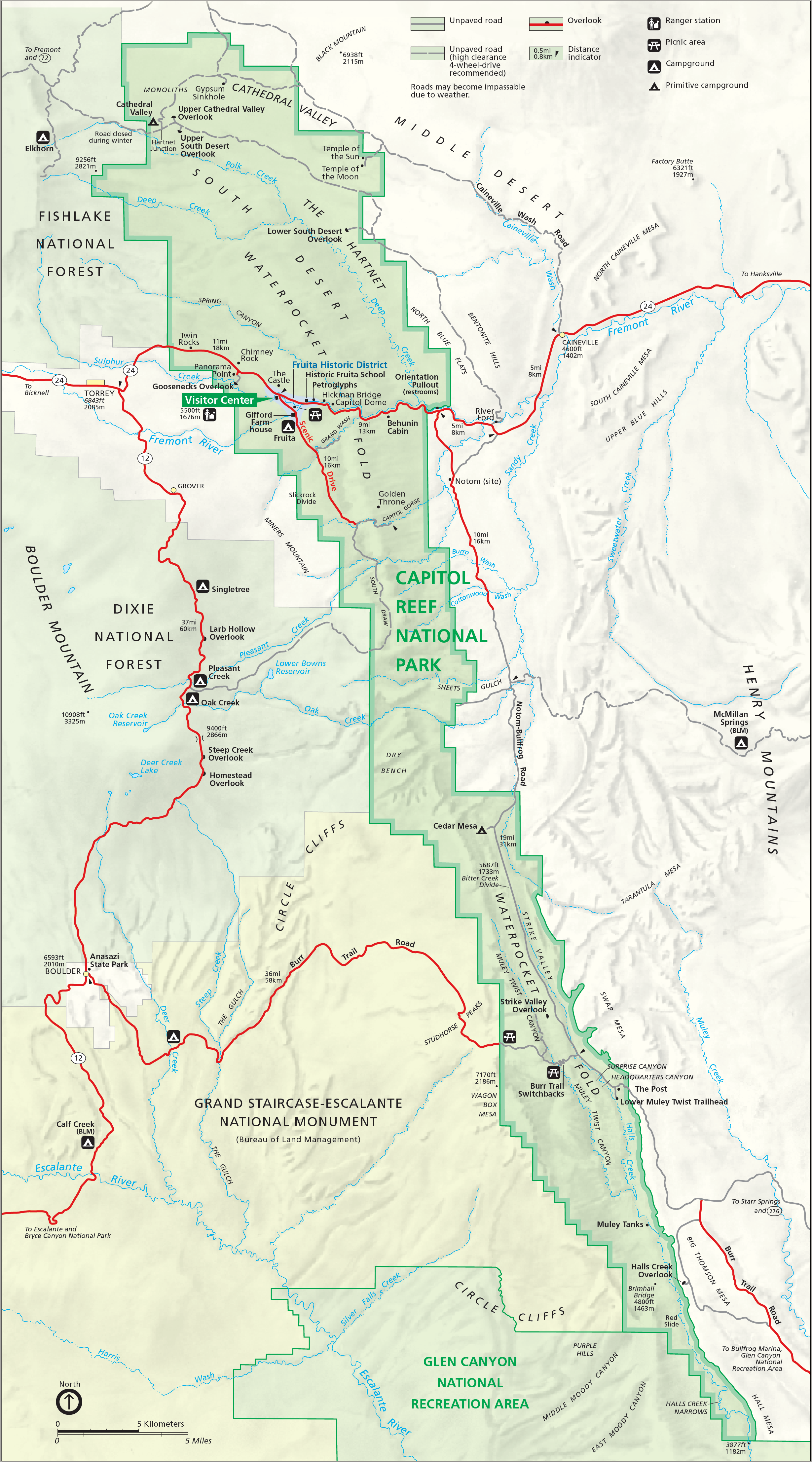
Kaart van Capitol Reef National Park

Capitol Reef is een Amerikaans nationaal park ten zuiden van Salt Lake City dat tot stand kwam in 1971 maar al vanaf 1937 een nationaal monument was. De Fremont River stroomt door het gebied. Centraal in het park ligt het plaatsje Fruita, gesticht door mormonen rond 1880. Oorspronkelijk heette het Junction naar de samenvloeiing van de Fremont River en de Sulphur Creek. Men gaf dit park deze naam omdat een van de heuvels op het Capitool in Washington D.C. gelijkt.

## Geschiedenis
Vijfenzestig miljoen jaar geleden is er een grote plooi in de aardkorst ontstaan van honderden kilometers dwars door zuidelijk Utah. Dezelfde kracht vormde later het Coloradoplateau. Deze plooi wordt de Waterpocket Fold genoemd. In Capitol Reef wordt deze plooi en zijn spectaculaire geërodeerde verzameling van kleurrijke rotsen, massieve blokken, canyons en bogen beschermd.
Er is bewijs gevonden dat tijdens de Prehistorie langs de boorden van de Fremont River menselijke activiteit was van een volk dat men nu de Fremont noemt. Later waren het vooral de Paiute die dit gebied doorkruisten. De Dominguez-Escalante Expeditie trok in september 1776 door Utah maar van een bezoek aan dit gebied is niets genoteerd. Zeker is dat John Charles Frémont in de winter van 1853-54 deze omgeving verkende, op zoek naar een route voor treinverkeer van Kansas City naar Californië.
In 1865 was het een van de laatste gebieden in de V.S. die nog niet op kaart waren gebracht tot John Wesley Powell vanaf 1869 een aantal expedities naar de streek leidde.

## Het Park
Utah State Route 24 gaat door Capitol Reef. Enkele trails zijn Capitol Gorge, Goosenecks, Grand Wash, Fremont River, Sunset Point, Cohab Canyon, Cassidy Arch, Chimney Rock, Fremont Gorge Overlook, Frying Pan, Golden Throne, Navajo Knobs, Old Wagon Trail en de Rim Overlook. Er is een bezoekerscentrum bij Fruita.

## Bezienswaardigheden
- Behunin Cabin: een woning uit 1882, gebouwd door Elijah Behunin
- Hickman Bridge: een natuurlijke brug